# Orgia (film)
Orgia è un film del 1967 diretto da Kōji Wakamatsu ed è appartenente al genere pinku eiga.

## Trama
Un killer sta pianificando di smettere col suo lavoro e cambiare completamente registro. Però prima deve mettere molti soldi da parte per comprare un'isola (dove aveva passato l'infanzia) per sua madre. Sorgono molti problemi, tra donne interessate ai suoi soldi e la sua associazione che gli vuole fare la pelle.

## Distribuzione
In Giappone è stato distribuito a partire dall'ottobre del 1969, in Italia invece è stato trasmesso direttamente in televisione nel programma Fuori orario. Cose (mai) viste.